# Tierno Monénembo

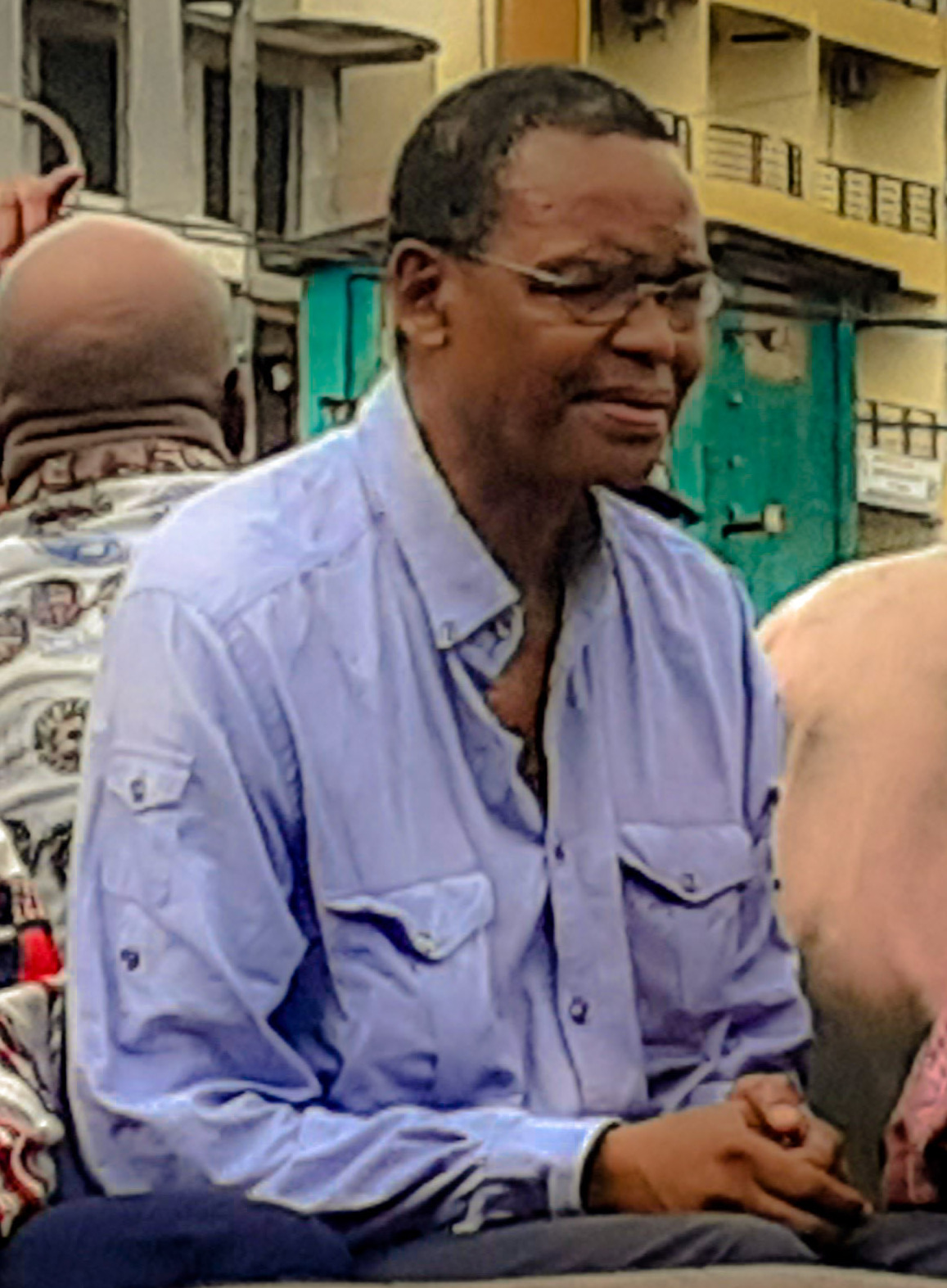

Tierno Monénembo (Thierno Saïdou Diallo) este un scriitor din Guineea. S-a născut în Guineea în 1947. A trăit în Senegal, Algeria, Maroc, și în final, în Franța.